# Argentyna na Letnich Igrzyskach Olimpijskich 1976
Argentynę na XXI Letnich Igrzyskach Olimpijskich w Montrealu reprezentowało 69 sportowców w 12 dyscyplinach. Był to 15 start Argentyńczyków na letnich igrzyskach olimpijskich.

## Skład reprezentacji

### Boks

#### Mężczyźni
- Héctor Patri
  - waga papierowa – 5. miejsce

- Luis Portillo
  - waga lekkopółśrednia – 5. miejsce

- Juan Domingo Suárez
  - waga półciężka – 5. miejsce

### Hokej na trawie

#### Mężczyźni
- Julio César Cufre
- Jorge Sabbione
- Jorge Disera
- Jorge Ruiz
- Marcelo Pazos
- Osvaldo Zanni
- Jorge Ivorra
- Luis Antonio Costa
- Marcelo Garrafo
- Flavio de Giacomi
- Fernando Calp
- Alberto Sabbione
- Daniel Portugués
- Alfredo Quaquarini
- Gustavo Paolucci
- César Raguso

– zajęli 11. miejsce

### Judo

#### Mężczyźni
- Óscar Strático
  - kategoria do 71 kg – 13. miejsce

- Jorge Portelli
  - kategoria do 100 kg – 12. miejsce
  - kategoria open – 5. miejsce

### Jeździectwo

#### Mężczyźni
- Guillermo Pellegrini
  - ujeżdżenie indywidualnie – 26. miejsce

- Argentino Molinuevo, Jr.
  - skoki indywidualnie – 18. miejsce

- Roberto Tagle
  - skoki indywidualnie – 22. miejsce

- Carlos Alfonso
  - WKKW indywidualnie – 27. miejsce
  - WKKW drużynowo – nie ukończył

- Rodolfo Grazzini
  - WKKW indywidualnie – 28. miejsce
  - WKKW drużynowo – nie ukończył

- Carlos Rawson
  - WKKW indywidualnie – nie ukończył
  - WKKW drużynowo – nie ukończył

- Ángel Boyenechea
  - WKKW indywidualnie – nie ukończył
  - WKKW drużynowo – nie ukończył

### Kolarstwo

#### Mężczyźni
- Osvaldo Benvenuti
  - kolarstwo szosowe – wyścig ze startu wspólnego – nie ukończył
  - kolarstwo szosowe – 100 km na czas – 22. miejsce

- Oswaldo Frossasco
  - kolarstwo szosowe – wyścig ze startu wspólnego – nie ukończył
  - kolarstwo szosowe – 100 km na czas – 22. miejsce

- Juan Carlos Haedo
  - kolarstwo szosowe – wyścig ze startu wspólnego – nie ukończył
  - kolarstwo szosowe – 100 km na czas – 22. miejsce

- Raúl Labbate
  - kolarstwo szosowe – wyścig ze startu wspólnego – nie ukończył
  - kolarstwo szosowe – 100 km na czas – 22. miejsce

### Lekkoatletka

#### Mężczyźni
- Juan Adolfo Turri
  - pchnięcie kulą – 21. miejsce

- Tito Steiner
  - dziesięciobój – 22. miejsce

### Pływanie

#### Mężczyźni
- Conrado Porta
  - 100 m stylem grzbietowym – 35. miejsce
  - 200 m stylem grzbietowym – 25. miejsce

#### Kobiety
- Rossana Juncos
  - 100 m stylem dowolnym – 40. miejsce
  - 4 × 100 m stylem dowolnym – 10. miejsce
  - 100 m stylem klasycznym – 35. miejsce
  - 100 m stylem motylkowym – 33. miejsce
  - 200 m stylem motylkowym – 30. miejsce
  - 4 × 100 m stylem zmiennym – 16. miejsce

- Susana Coppo
  - 100 m stylem dowolnym – 42. miejsce
  - 200 m stylem dowolnym – 37. miejsce
  - 400 m stylem dowolnym – 28. miejsce
  - 4 × 100 m stylem dowolnym – 10. miejsce
  - 4 × 100 m stylem zmiennym – 16. miejsce

- Patricia Spohn
  - 4 × 100 m stylem dowolnym – 10. miejsce
  - 200 m stylem klasycznym – 36. miejsce
  - 4 × 100 m stylem zmiennym – 16. miejsce

- Claudia Bellotto
  - 4 × 100 m stylem dowolnym – 10. miejsce
  - 100 m stylem grzbietowym – 29. miejsce
  - 200 m stylem grzbietowym – 28. miejsce
  - 4 × 100 m stylem zmiennym – 16. miejsce

### Strzelectwo

#### Mężczyźni
- Osvaldo Scandola
  - pistolet szybkostrzelny 25 m – 27. miejsce

- Oscar Yuston
  - pistolet szybkostrzelny 25 m – 40. miejsce

- Juan Casey
  - pistolet dowolny 50 m – 43. miejsce

- Jorge di Giandoménico
  - karabin małokalibrowy 3 pozycje 50 m – 51. miejsce

- Ricardo Rusticucci
  - karabin małokalibrowy leżąc 50 m – 57. miejsce

- Firmo Roberti
  - skeet – 11. miejsce

### Szermierka

#### Mężczyźni
- Fernando Lupiz
  - floret indywidualnie – 41. miejsce
  - szpada drużynowo – 11. miejsce
  - szabla drużynowo – 9. miejsce

- Omar Vergara
  - floret indywidualnie – 51. miejsce
  - szpada indywidualnie – 34. miejsce
  - szpada drużynowo – 11. miejsce

- Daniel Feraud
  - floret indywidualnie – 52. miejsce
  - szpada indywidualnie – 43. miejsce
  - szpada drużynowo – 11. miejsce

- Juan Daniel Pirán
  - szpada indywidualnie – 61. miejsce
  - szpada drużynowo – 11. miejsce

- José María Casanovas
  - szabla indywidualnie - 40. miejsce
  - szabla drużynowo – 11. miejsce

- Juan Gavajda
  - szabla indywidualnie – 42. miejsce
  - szabla drużynowo - 11. miejsce

- Marcelo Méndez
  - szabla drużynowo – 9. miejsce

### Wioślarstwo

#### Mężczyźni
- Ricardo Ibarra
  - jedynka mężczyzn – 6. miejsce

- Jorge Molina
  - czwórka bez sternika – 15. miejsce

- Marcelo Gismondi
  - czwórka bez sternika – 15. miejsce

- Juan Tuma
  - czwórka bez sternika – 15. miejsce

- Carlos Denari
  - czwórka bez sternika – 15. miejsce

- Hugo Aberastegui
  - czwórka ze sternikiem – 13. miejsce

- Gerardo Constantini
  - czwórka ze sternikiem – 13. miejsce

- Ignacio Ruiz
  - czwórka ze sternikiem – 13. miejsce

- Raúl Tettamanti
  - czwórka ze sternikiem – 13. miejsce

- Jorge Segurado
  - czwórka ze sternikiem – 13. miejsce

### Zapasy

#### Mężczyźni
- Sergio Fiszman
  - styl klasyczny do 62 kg – nie ukończył
  - styl wolny do 62 kg – nie ukończył

- Daniel Verník
  - styl klasyczny do 100 kg – nie ukończył
  - styl wolny do 100 kg – 8. miejsce

- Carlos Braconi
  - styl klasyczny + 100 kg – nie ukończył
  - styl wolny + 100 kg – nie ukończył

### Żeglarstwo

#### Mężczyźni
- Juan Firpo
  - Finn – 23. miejsce

- Andrés Robinson
  - Soling - 20. miejsce

- Jorge Rão
  - Soling - 20. miejsce

- Pedro Ferrero
  - Soling - 20. miejsce